# Farol de Gonçalo Velho
O Farol de Gonçalo Velho localiza-se na ponta do Castelo, na freguesia do Santo Espírito, concelho da Vila do Porto, na ilha de Santa Maria, nos Açores.

## História
Embora a sua posição já se encontrasse referenciada no "Plano Geral de Alumiamento de 1883", o farol apenas começou a funcionar em 15 de novembro de 1927. Tendo todos os faróis no arquipélago recebido os seus nomes conforme a localização onde foram instalados, recebeu nome de Farol da Ponta do Castelo.
No dia 3 de março de 1930 passou a designar-se Farol de Gonçalo Velho. Pouco mais tarde, em 1934 foi erguida uma segunda habitação por considerar-se que a lotação de dois Faroleiros era insuficiente para a sua operação.
Passou por obras de reforma em 1953, datando de 1955 a construção da casa das máquinas e do depósito de combustível. Em 1957 foi eletrificado com a montagem de grupos electrogéneos, passando a fonte luminosa a ser uma lâmpada de 3000W/120V.
Em junho de 1988 foi automatizado com um sistema projetado pela Direcção de Faróis, passando a lâmpada a ser de Quartzline Hologénio 1000W/120V. Ainda nesse mesmo ano foi instalado um sistema de monitorização do Farol das Formigas, constituído por um controlo remoto via rádio que permitia acompanhar se o farol nas Formigas estava aceso ou apagado. Este, entretanto, devido à sua pouca fiabilidade, foi abandonado no ano seguinte (1989).
Tendo tido características aeromarítimas, em 1990 foram cobertos os vidros que as permitiam.
Mais recentemente, a 21 de novembro de 1991 passou a estar eletrificado com energia da rede pública.
Este Farol é guarnecido por três Faroleiros.

## Características

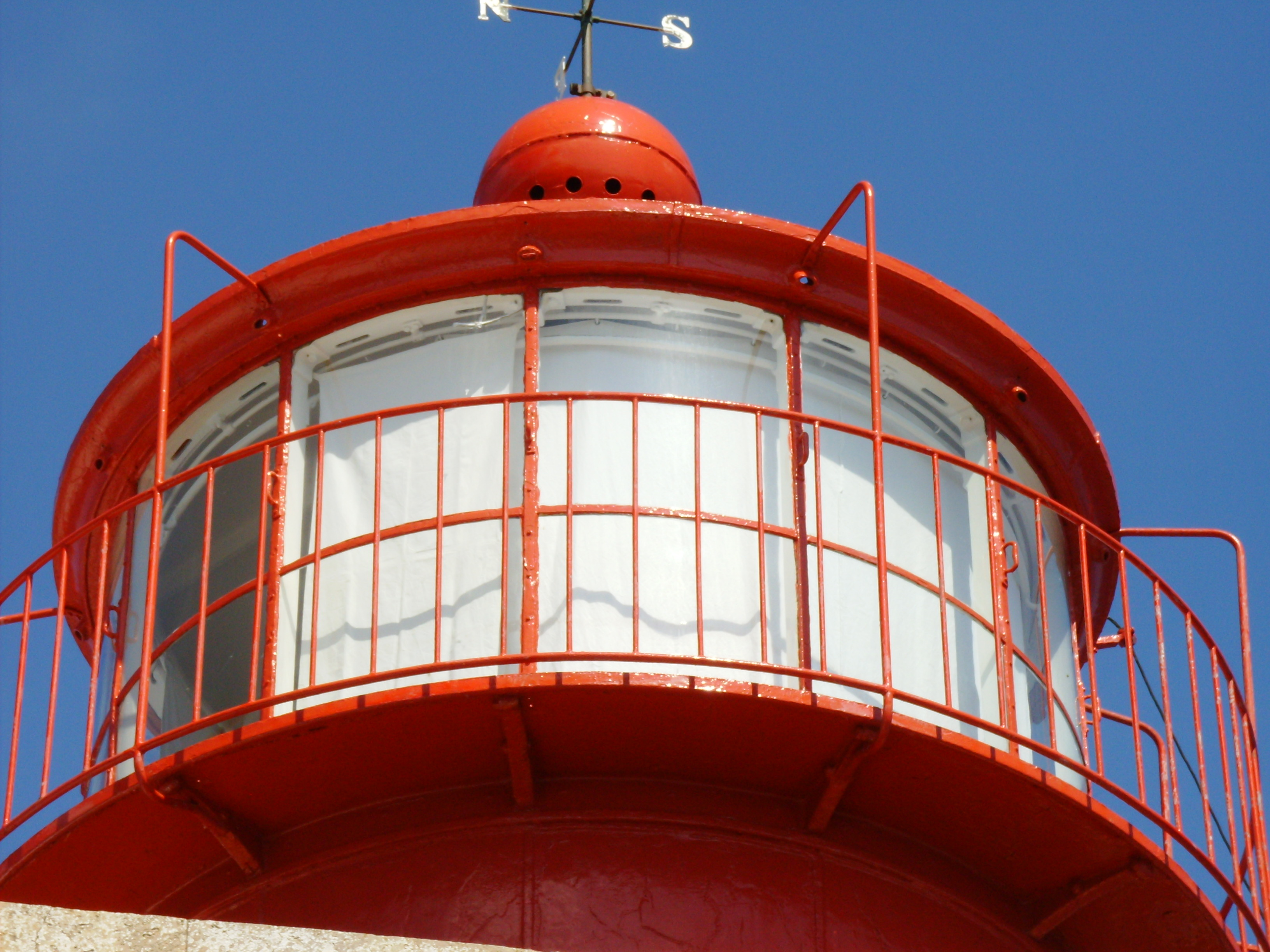
Farol de Gonçalo Velho: detalhe.

Trata-se de um conjunto edificado integrado por um farol e pelas habitações dos faroleiros, a 114 metros acima do nível do mar. É acedido por uma rampa para veículos, em cujo eixo foram abertos degraus para facilitar o acesso pedonal.
A torre do farol apresenta planta quadrangular, elevando-se a catorze metros de altura, em alvenaria de pedra rebocada e caiada. É rematada por uma guarda em cantaria, sobre imposta contínua, que defende o terraço em que se implanta a lanterna cilíndrica, metálica, pintada de vermelho.
Está equipado com um aparelho dióptrico–catadióptrico girante de 3ª ordem Grande Modelo, com 500 milímetros de distância focal. Com um período de 13.4 segundos, possui um alcance de 25 milhas náuticas.
As habitações, de planta rectangular, dispõem-se em torno do corpo do farol.
É visível, num dos muros do farol, uma seta pintada de preto que indica a direcção dos ilhéus das Formigas.
Identificação
- Nº nacional: 680
- Nº internacional: D-2632